# 蝎虎座EW
蝎虎座EW，又名BD+47 3985，HD 217050、SAO 52526、HR 8731，是蝎虎座的一颗恒星，视星等为5.43，位于銀經104.22，銀緯-9.99，其B1900.0坐标为赤經22h 52m 39.2s，赤緯+48° -9.99′ 59″。